# 1952 au Brésil
Chronologie du Brésil
- 1948
- 1949
- 1950
- 1951
- 1952
- 1953
- 1954
- 1955
- 1956

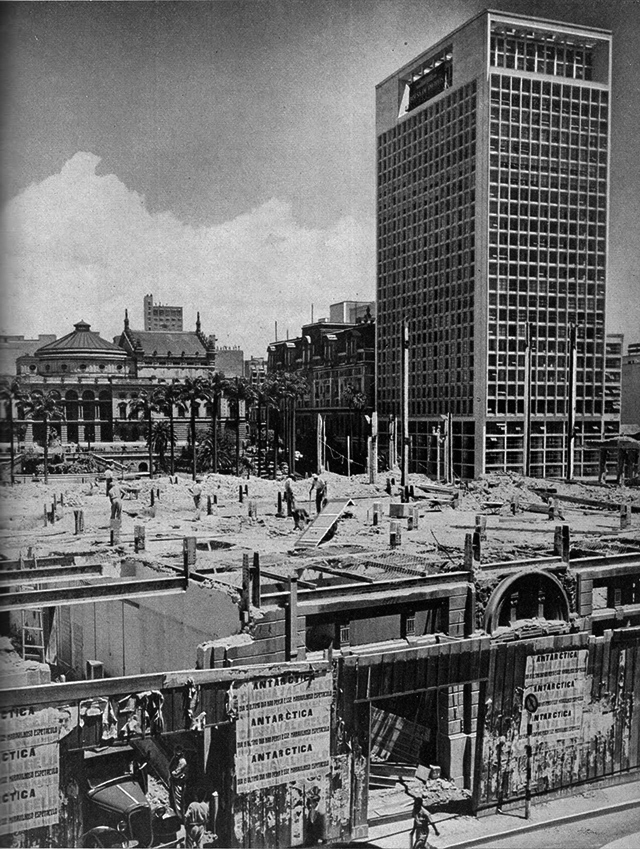

Cette page concerne des événements d'actualité qui se sont produits durant l'année 1952 au Brésil.

## Événements
- 4 mars : l'accident ferroviaire d'Anchieta, à Rio de Janeiro, fait 119 morts et 200 blessés[1] ;
- 20 juin : fondation de la banque nationale de développement[2] ;
- 23 juillet : Adhemar da Silva remporte sa première médaille d'or aux jeux olympiques d'été d'Helsinki, en Finlande[3] ;

## Naissances
- 10 mai : Vanderlei Luxemburgo, joueur et entraîneur de football
- 2 juin : Ana Cristina Cesar, poétesse et traductrice
- 17 août : Nelson Piquet, pilote automobile
- 30 août : William Waack, journaliste et présentateur de journaux télévisés